# Pampa argentino
O Pampa argentino é uma região geográfica da Argentina formada pelas províncias de Córdoba, Santa Fe, La Pampa e Buenos Aires. Graças à grande fertilidade do solo e à mecanização, a região do Pampa argentino tornou-se uma das agrícolas mais prósperas da América Latina.